# کاپیتول ایالتی آلاسکا

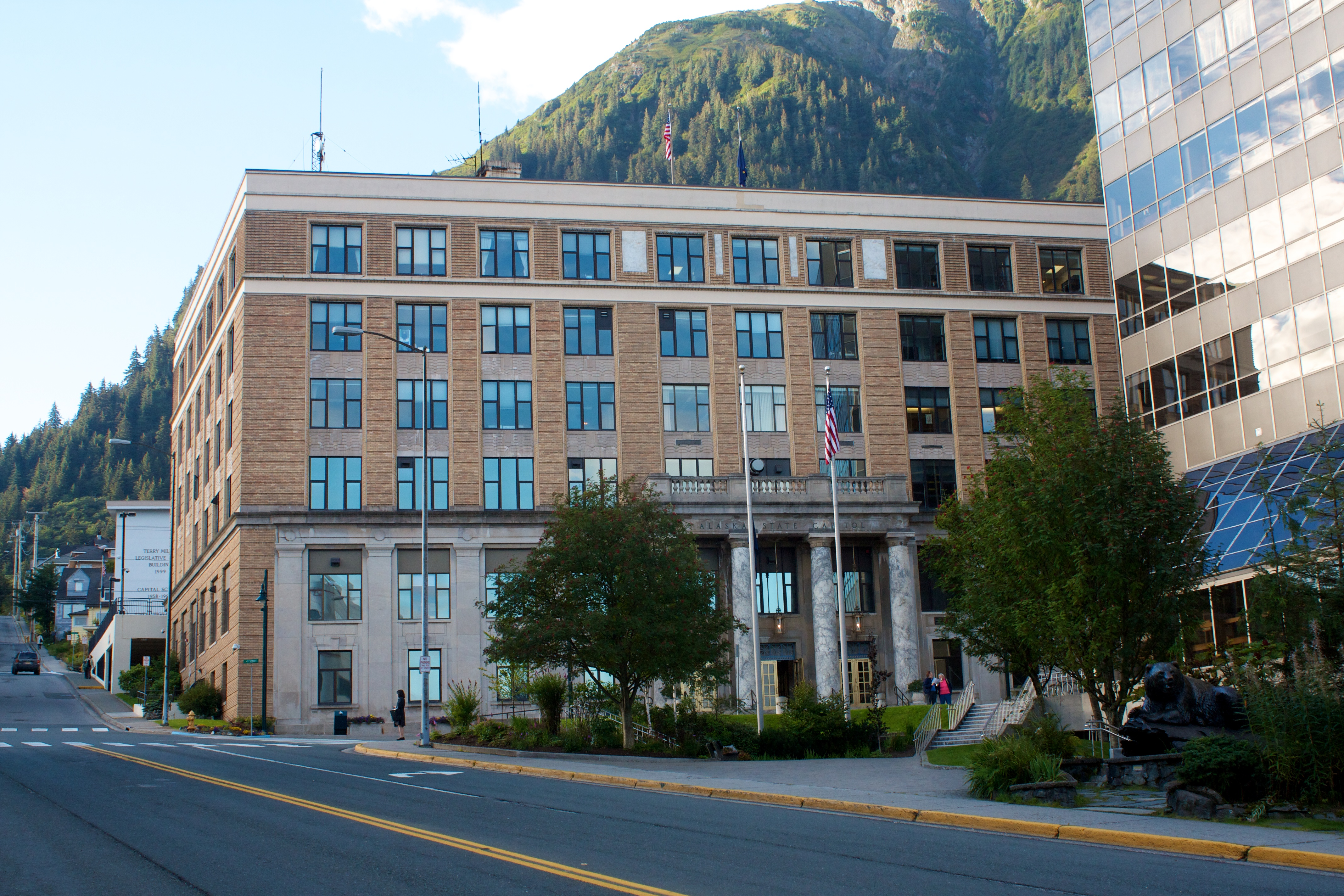

ساختمان کاپیتل ایالت آلاسکا (Alaska State Capitol) بنایی است که شاخه مقننه دولت ایالت آلاسکا در آن قرار دارد.
بنای کنونی در سال ۱۹۳۱ به سبک آرت دکو ساخته گردید و در جونو قرار دارد.
این بنا خانه مجلس نمایندگان و سنای ایالت است.